# Woodville, Derbyshire
Woodville är en ort och civil parish i Storbritannien.   Den ligger i distriktet South Derbyshire i grevskapet Derbyshire i England, i den södra delen av landet, 170 km nordväst om huvudstaden London. Woodville ligger 141 meter över havet och antalet invånare är 3 420.
Terrängen runt Woodville är huvudsakligen platt. Woodville ligger uppe på en höjd. Runt Woodville är det tätbefolkat, med 319 invånare per kvadratkilometer. Närmaste större samhälle är Derby, 17,5 km norr om Woodville. Trakten runt Woodville består till största delen av jordbruksmark.